# Malesherbia obtusa
Malesherbia obtusa är en passionsblomsväxtart som beskrevs av Rodolfo Amando Philippi. Malesherbia obtusa ingår i släktet Malesherbia och familjen passionsblomsväxter. Utöver nominatformen finns också underarten M. o. johnstonii.